# Eucrossorhinus dasypogon
Genre
Espèce
Statut de conservation UICN

 LC  : Préoccupation mineure
Répartition géographique
Synonymes
- Crossorhinus dasypogon
- Orectolobus dasypogon
- Orectolobus ogilbyi

Le Requin-tapis barbu (Eucrossorhinus dasypogon) est une espèce de requin-tapis, le seul représentant du genre Eucrossorhinus.
Ce requin vit dans les récifs de coraux du Pacifique Sud-Ouest, en particulier dans la grande barrière de corail d'Australie.
C'est une espèce qui est difficile à observer car elle a des barbes de peau frangée, un corps aplati et des couleurs de camouflage. Le requin-tapis barbu mesure jusqu'à 1,2 m de longueur.

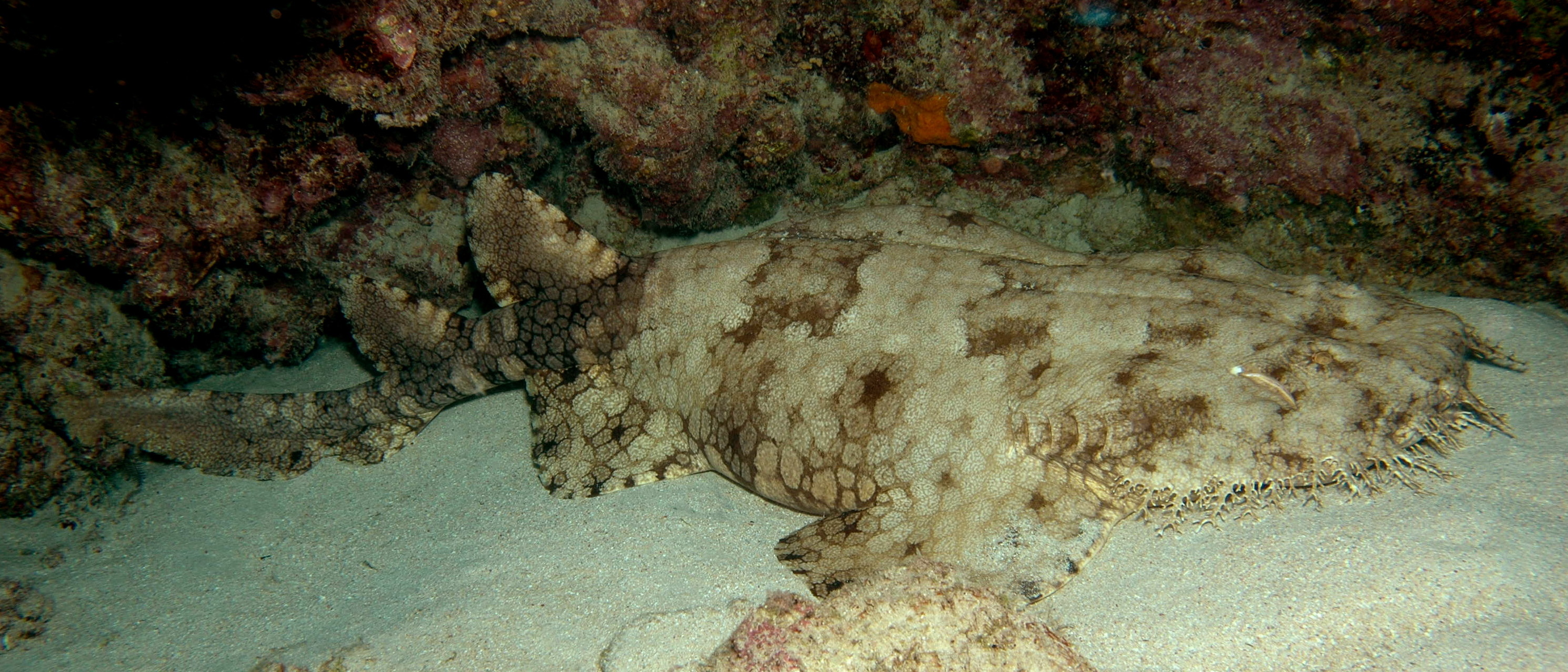
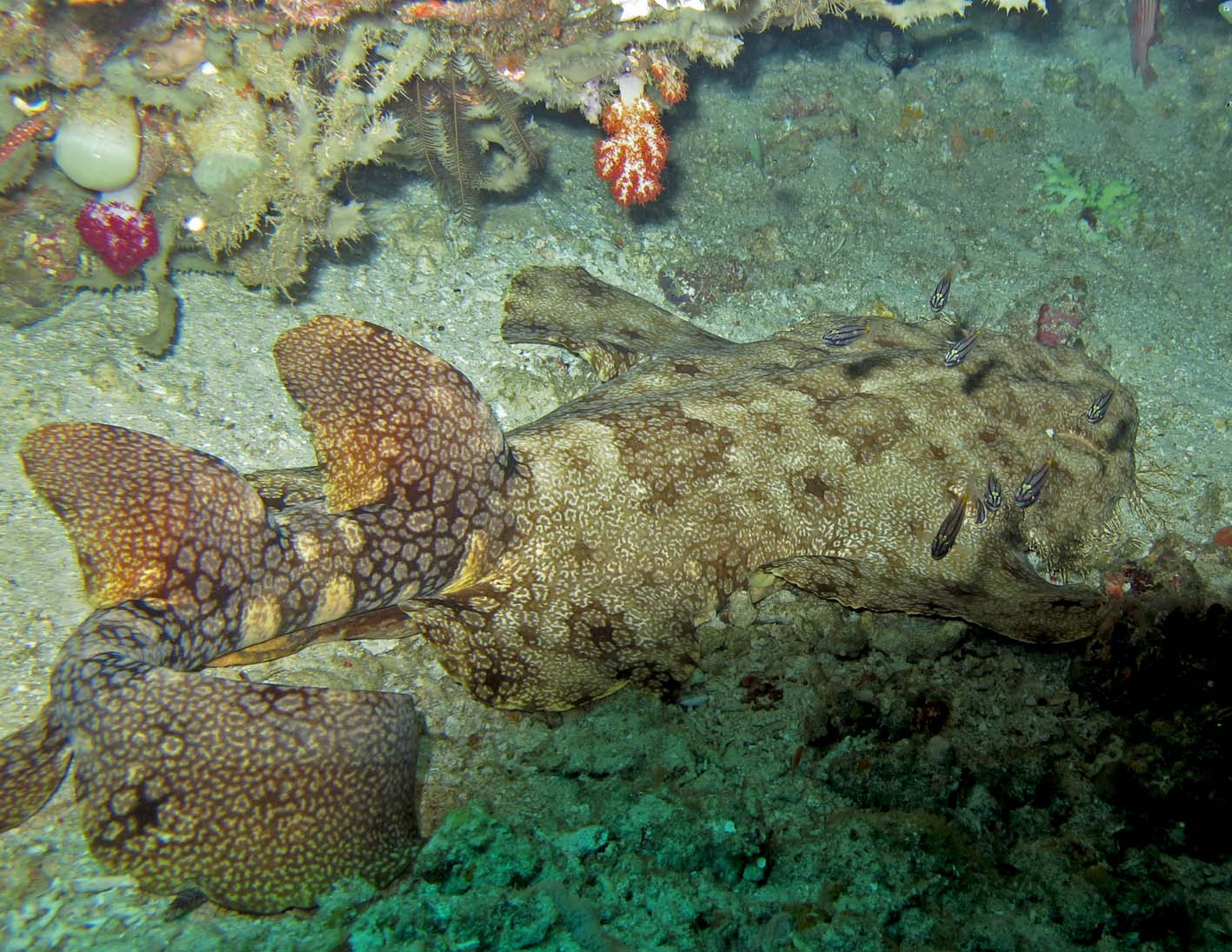
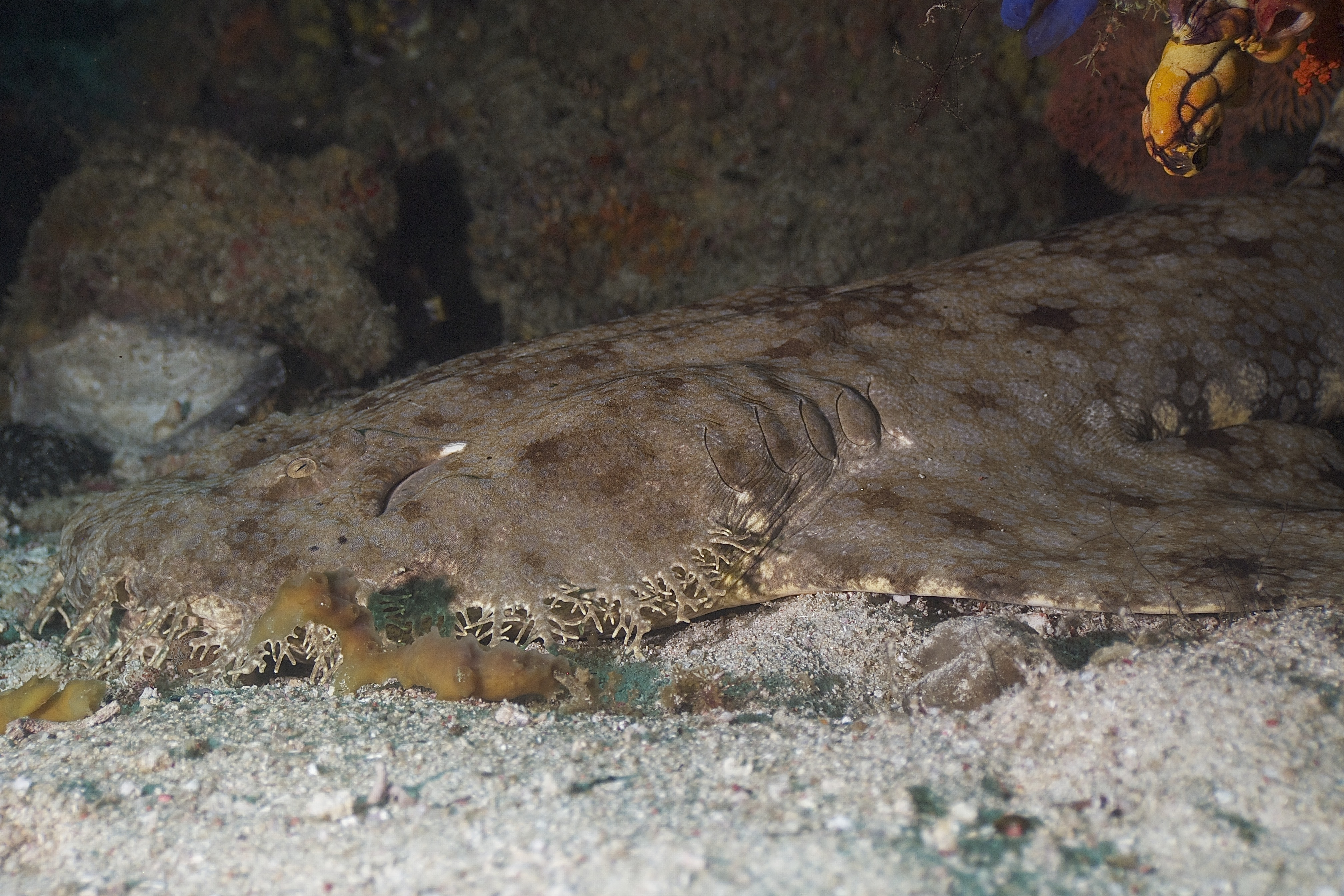
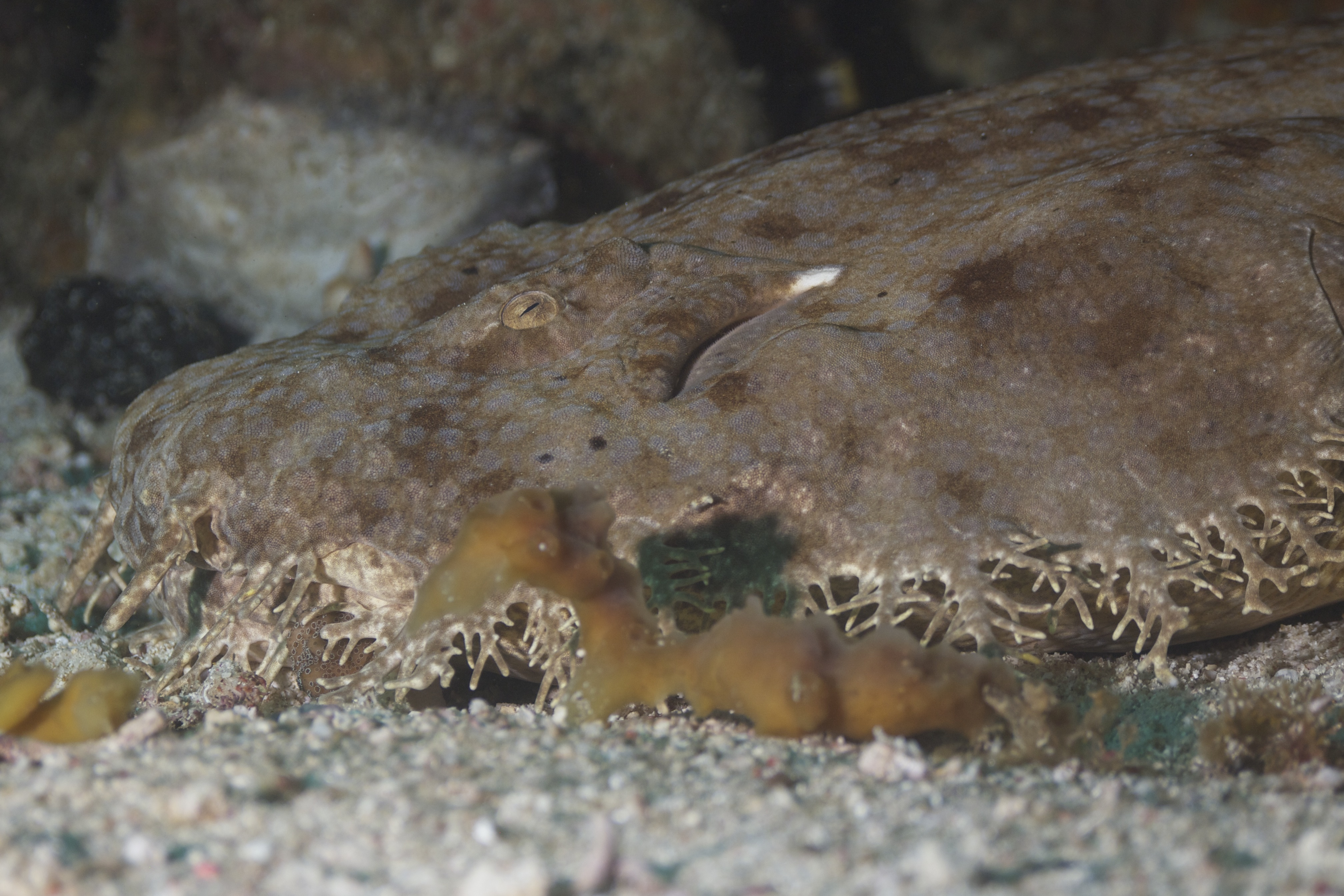

## Systématique
L'espèce Eucrossorhinus dasypogon a été décrite pour la première fois par l'ichtyologiste néerlandais Pieter Bleeker en 1867 sous le basionyme de crossorhinus dasypogon.
Le genre Eucrossorhinus a été décrit pour la première fois par l'ichtyologiste britannique Charles Tate Regan en 1909 lors de sa révision des Orectolobidae.

### Publications originales
- Pour l'espèce : Bleeker, P., « Description et figure d’une espèce inédite de Crossorhinus de l’archipel des Moluques », Archives Néerlandaises des Sciences Exactes et Naturelles, vol. 2,‎ 1867, p. 400–402 (lire en ligne).
- Pour le genre: (en) Regan, C.T., « A revision of the sharks of the family Orectolobidae », Proceedings of the Zoological Society of London, no 1,‎ 1908, p. 347–364 (lire en ligne)